# Bani Bu Ali
Bani Bu Ali (arab. بنى بو علي) – miasto w Omanie, w Prowincji Południowo-Wschodniej. Według spisu ludności w 2020 roku liczyło 66,3 tys. mieszkańców. Jest siedzibą administracyjną wilajetu Bani Bu Ali, który w 2020 roku liczył 107,6 tys. mieszkańców.